# Pape Jan

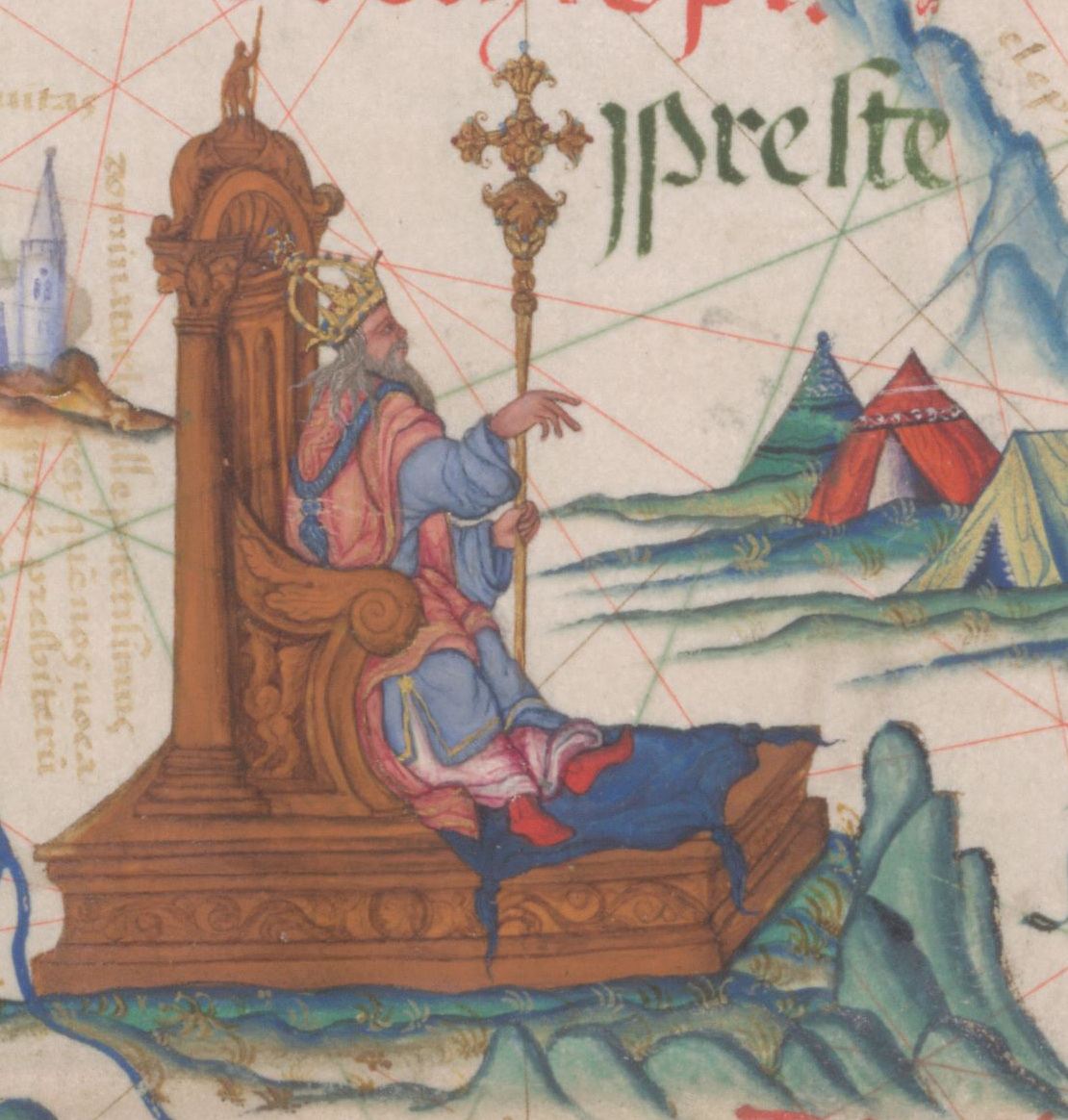
Pape Jan regeert vanaf zijn troon Oost-Afrika in een atlas van de Engelse koningin Mary uit 1558

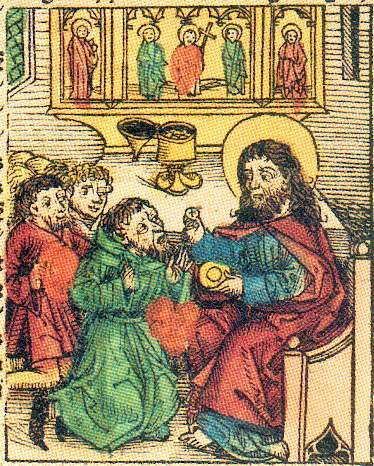
Pape Jan afgebeeld in de wereldkroniek van Hartmann Schedel (1493)

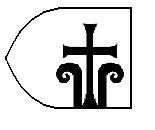
De vlag van Pape Jan uit het door een anonieme franciscaanse monnik geschreven vroeg-14e-eeuwse "Libro del conoscimiento de todos reynos", de oudst bekende atlas van wereldvlaggen

Pape Jan (Latijn: rex et sacerdos of indorum rex; ook wel priester Johannes, priester-koning, presbyter of prester Johannes genoemd) was een legendarische middeleeuwse 'koning van Indië', die over een groot en machtig christelijk rijk in het oosten van Azië zou heersen. 
In de tijd van de kruistochten werd de legende van Pape Jan voor waar aangenomen, hoewel de priester noch zijn machtige rijk echt heeft bestaan.

## Ontstaan van de legende
Waar en wanneer de legende van Pape Jan precies ontstaan is, is niet duidelijk. Verhalen over de christelijke gemeenschap in India (gesticht door de apostel Tomas) en de Assyrische Kerk van het Oosten in Azië kunnen een belangrijke invloed zijn geweest. Een andere invloed kunnen anekdotes van Sint Irenaeus zijn geweest, opgetekend door Eusebius van Caesarea, over de geheimzinnige figuur Johannes de Presbyter, die de auteur zou zijn van de brieven van Johannes in het Nieuwe Testament. Irenaeus was een leerling van Papias, die weer een discipel van deze Johannes de Presbyter was. Behalve de naam heeft deze Johannes echter weinig gemeen met de priester-koning Johannes.
De legende duikt voor het eerst op in de tijd van paus Calixtus II (1119-1124), als aartsbisschoppen uit India een bezoek brengen aan Constantinopel en een Indiase patriarch een bezoek brengt aan Rome. Dat deze bezoeken van Thomaschristenen aan het Westen hebben plaatsgevonden staat niet helemaal vast, alleen indirecte beschrijvingen zijn bewaard gebleven.
In 1144 bracht een zekere Hugo, bisschop van Jabala in Syrië, een bezoek aan paus Eugenius III. Hij meldde dat de moslims (in de gedaante van de Seltsjoekse leider Zengi) de stad Edessa heroverd hadden en vroeg de paus een nieuwe kruistocht te organiseren. Hij berichtte ook dat er een machtige christelijke koning, genaamd Pape Jan, vanuit het oosten tegen de moslims oprukte. Deze koning zou een nakomeling zijn van een van de drie wijzen uit het oosten en de Perzische stad Ecbatana al op de moslims hebben veroverd. Zijn rijk zou ergens ten oosten van Armenië en Perzië liggen en hij zou van plan zijn om de kruisvaarders in het Heilige Land te ontzetten. Nadat Pape Jans leger door het wassende water van de Tigris was tegengehouden, moest hij echter rechtsomkeert maken.
In het gevolg van de paus bevond zich bisschop, Otto van Freising, die het verhaal over Pape Jan opnam in zijn Chronica Sive Historia De Duabus Civitatibus (Latijn voor geschiedenis van de twee steden, waarmee de stad Gods en de aardse stad bedoeld werden, naar De Civitate Dei – Over de stad Gods – van kerkvader Augustinus). In dit werk, dat tussen 1143 en 1146 ontstond, sprak Otto van Freising de hoop uit dat de kruisridders een bondgenootschap konden sluiten met Pape Jan, om de strijd tegen de Seltsjoeken in hun voordeel te beslissen.
Het door Otto van Freising opgeschreven verhaal lijkt deels gebaseerd op ware gebeurtenissen. In 1141 had Yelü Dashi, leider van het kanaat van Kara-Kitan, de Seltsjoeken bij Samarkand verslagen. De Seltsjoeken heersten in die tijd over Perzië en waren de belangrijkste macht van de islamitische wereld, maar werden door hun nederlaag ernstig verzwakt. Hoewel Yelü Dashi geen christen was en zeker niet Pape Jan genoemd werd, leefden er in zijn rijk veel nestoriaanse christenen, wat de legende de wereld in geholpen kan hebben.

## De brief van Pape Jan
In 1165 dook een persoonlijk gerichte brief van Pape Jan aan de Byzantijnse keizer Manuel I op. Wie de auteur van de brief was, is nooit duidelijk geworden. Overeenkomsten in motieven suggereren echter dat de auteur kennis had van de Handelingen van Thomas en de Alexanderroman. Kopieën van de brief werden door Europa verspreid en dit zorgde voor opschudding, omdat men geen reden had te veronderstellen dat Pape Jan niet echt zou bestaan. Paus Alexander III voelde zich om zowel prestigieuze als strategische redenen genoodzaakt een brief aan de priester-koning te schrijven, waarin hij hem voorstelde samen Jeruzalem te bevrijden. De paus stuurde de geneesheer Meester Philip in 1177 als afgezant op weg naar het oosten om de brief te bezorgen. Van Philip werd echter nooit meer iets vernomen.
Beide brieven, vooral de brief van Pape Jan, werden in de daarop volgende eeuwen veelvuldig gekopieerd. De oorspronkelijk in het Latijn geschreven brief (epistola presbiteri Johannis) is in meer dan 200 handschriften uit de 12e tot de 17e eeuw bewaard gebleven. Na de uitvinding van de drukpers werd de brief ook afgedrukt; er zijn 14 verschillende gedrukte versies bekend uit 1483 tot 1565. Al deze versies van de brief vertonen nogal wat verschillen, zowel in inhoud als in lengte.

### Inhoud
De brief beschrijft het wonderbaarlijke koninkrijk van Pape Jan op gedetailleerde wijze. De koning schrijft dat zijn rijk zich uitstrekt over de drie Indiën (voor Europeanen was Indië in die tijd een vaag begrip) tot de woestijn van het land waar de zon opkomt. Behalve olifanten, kamelen en dromedarissen leven er ook fantasiedieren zoals vampiers, gehoornde mensen, faunen, satyrs, pygmeeën, mensen met hondenkoppen, reuzen, cyclopen en de vogel feniks.
Door het rijk van Pape Jan stroomt de rivier Ydonus, die in het paradijs ontspringt, dat aan het land van de priester-koning grenst. De bedding van de rivier bestaat uit edelstenen en degene die drie maal uit de bron heeft gedronken, wordt onsterfelijk. Elders bevindt zich een zee van zand en stenen. Sommige van deze stenen bezitten de kracht ziekten te genezen. In de woestijn leven wormen die een huid van zijde hebben, waarvan de kleren van Pape Jan gemaakt zijn. Deze stof wordt niet in water, maar in vuur gewassen.
Pape Jan schrijft dat 72 koningen hem schatplichtig zijn. Zijn leger wordt voorafgegaan door 13 wagens met gigantische gouden kruisen, achter elke wagen volgen 10.000 ruiters en 100.000 man voetvolk.
Het koninklijk paleis, gelegen in de hoofdstad Susa, is gemaakt van prachtige materialen. De deuren zijn gemaakt van ivoor, de ramen van kristalglas. De muren en vloeren zijn gemaakt van onyx, het meubilair is van goud en amethist. De slaapkamer van Pape Jan bestaat geheel uit goud en edelstenen, zijn bed is gemaakt van saffier. Vlak bij het paleis bevindt zich een grote spiegel, waar men over 125 treden naartoe kan klimmen. In de spiegel kan Pape Jan alles volgen wat er in de 72 provincies van zijn rijk gebeurt, zodat hij als er tegen hem wordt samengezworen, meteen op de hoogte is.
De brief eindigt met de verklaring waarom Pape Jan slechts met de nederige titel “priester” wordt aangesproken. In zijn rijk bevinden zich namelijk al zo veel lieden met prachtige en welklinkende titels, dat geen enkele titel zijn macht en rijkdom genoeg zou doen.

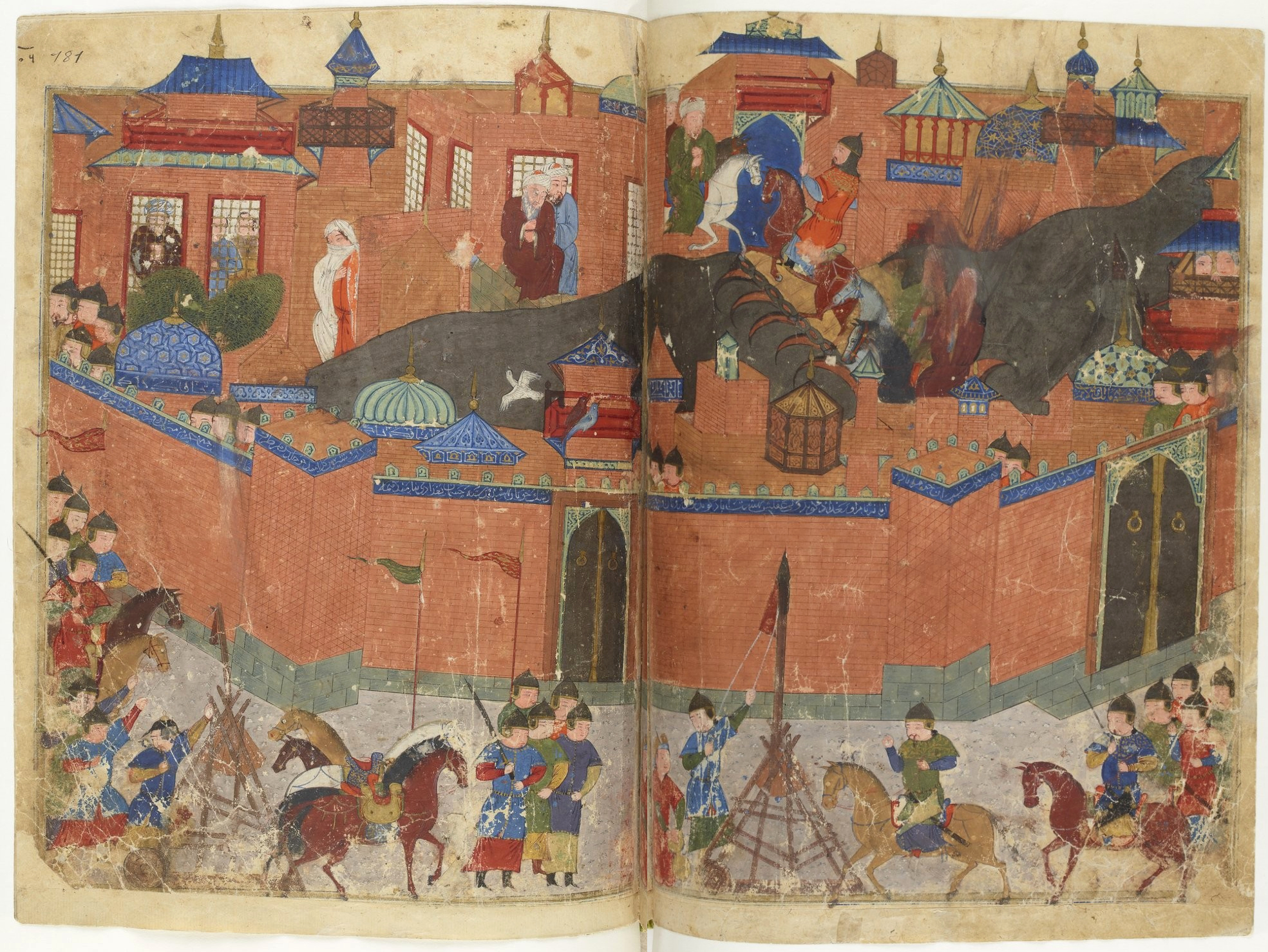
De legers van de Mongoolse leider Hulagu Khan verwoestten Bagdad, de hoofdstad van het Abbasidische kalifaat, in 1258. De geruchten over de Mongolen die Europa bereikten, waren in het begin van de 13e eeuw zo vaag, dat men hen voor de troepen van Pape Jan aanzag.

## Identificatie met de Mongolen
In de volgende eeuwen wordt het rijk van Pape Jan nog vaak vermeld. Meerdere keren wordt er geprobeerd met de priester in contact te komen door expedities te zenden. In 1221 schrijft de bisschop van Akkon aan paus Honorius III, dat de machtige koning David van India de oorlog tegen de moslims opgevat had. Koning David zou de zoon of kleinzoon van Pape Jan zijn, en op dat moment Perzië al onderworpen hebben en oprukken naar Bagdad, de hoofdstad van het Abbasidenkalifaat. De bisschop had geruchten over Dzjengis Khan gehoord en bracht hem in verband met de legendarische Pape Jan. In het rijk van Dzjengis Khan, langs de zijderoute in het huidige Syrië, Iran, Centraal-Azië en China, bevonden zich inderdaad gemeenschappen van nestoriaanse christenen, maar hun politieke invloed was gering.
In 1245-1246 zond paus Innocentius IV de franciscaanse monnik Johannes van Plano Carpini als afgezant naar de khan van het Mongoolse Rijk. Zijn opdracht was om tegelijkertijd informatie over Pape Jan te verzamelen. Plano Carpini bereikte de stad Karakorum, maar kon daar geen informatie over de priester-koning vinden. Hij vermoedde echter dat het rijk van de Pape Jan zich in "Indië" bevond, omdat hij gehoord had dat Dzjengis Khan oorlog gevoerd had tegen een christelijke koning in Indië.
Een soortgelijke missie had Willem van Rubroeck in opdracht van koning Lodewijk IX van Frankrijk. Tussen 1253 en 1255 reisde hij naar het Mongoolse Rijk. Hoewel hij veel informatie over de Mongolen mee terugbracht, kon ook hij niets over Pape Jan te weten komen. Willem van Rubroeck beschrijft hoe een zekere "Vut" (in feite Wang Khan), koning van de Keraieten en broer van een nestoriaanse koning Jan, door Dzjengis Khan werd verslagen. Daarna huwelijkte Dzjengis Vuts dochter Sorghaghtani Beki uit aan zijn zoon Tolui. Uit dit huwelijk werd Möngke Khan geboren, die de leider van het Mongoolse Rijk was in Van Rubroecks tijd. In zijn reisverslag meldde hij, dat hij het bestaan van Pape Jan ernstig in twijfel trok en dat de berichten over hem afkomstig waren van nestorianen die het rooms-katholicisme vijandig gezind waren.
Nu duidelijk bleek dat Dzjengis Khan niet dezelfde persoon als Pape Jan was, werd er een andere kandidaat gevonden in de persoon van Wang Khan, een christelijke koning van de Keiraïten. Redelijk betrouwbare bronnen als de ontdekkingsreiziger Marco Polo, geschiedschrijver Jan van Joinville, en de fransiscaanse missionaris Odoric van Pordenone schilderen een nieuw beeld van Pape Jan, waarin hij een stuk minder machtig was dan eerder was voorgesteld. Joinville beschrijft een "wijze leider" die alle Tartaarse stammen verenigde en Pape Jan versloeg.
Marco Polo vermoedde dat het rijk van Pape Jan inmiddels door Dzjengis Khan onderworpen gebied was ten noordoosten van China. Dit gebied werd volgens de Mongolen eerder geregeerd door de Un-Khan, die door Dzjengis Khan werd verslagen in een grote veldslag. Marco Polo noemde dit gebied "Tenduk" en beweerde dat de inwoners grotendeels christenen waren, en geregeerd werden door een priester-koning, die afstamde van Pape Jan. De oorlog tussen Dzjengis Khan en Pape Jan zou zijn begonnen toen de khan om de hand van de dochter van de priester vroeg. De priester weigerde dit verzoek en in de daaropvolgende oorlog werd hij verslagen en onderworpen door Dzjengis Khan.
Toen er een einde kwam aan de kruistochten, verdween de behoefte aan een sterke bondgenoot tegen de moslims. Aan het einde van de 13e eeuw daalde daardoor de belangstelling voor Pape Jan. Het beeld van de priester als een van de vele door de Mongolen onderworpen koningen in Centraal-Azië verdween met het uit elkaar vallen van het Mongoolse Rijk.
In verhalen als De reis van Jan van Mandeville (1357) en Johannes van Hildesheims Historia Trium Regum (1364) is het realistischere beeld van Pape Jan verdwenen en ligt zijn rijk niet in de Centraal-Aziatische steppen, maar weer in Indië. Wolfram von Eschenbach verbond Pape Jan met de legende van de Heilige Graal in zijn Parzival, waarin de priester de zoon is van de beschermvrouwe van de Graal, Repanse de Schoye, en de Saraceense ridder Feirefiz, Parzival's halfbroer uit Tribalibot (India). Feirefiz is de zoon van Belacane, de Moorse koningin van Zazamanc en Parzival's vader Gahmuret. en Pape Jan en zijn rijk komen ook voor in de wereldkroniek van Hartmann Schedel uit 1493, waarin hij als priester-koning van Indië genoemd wordt.

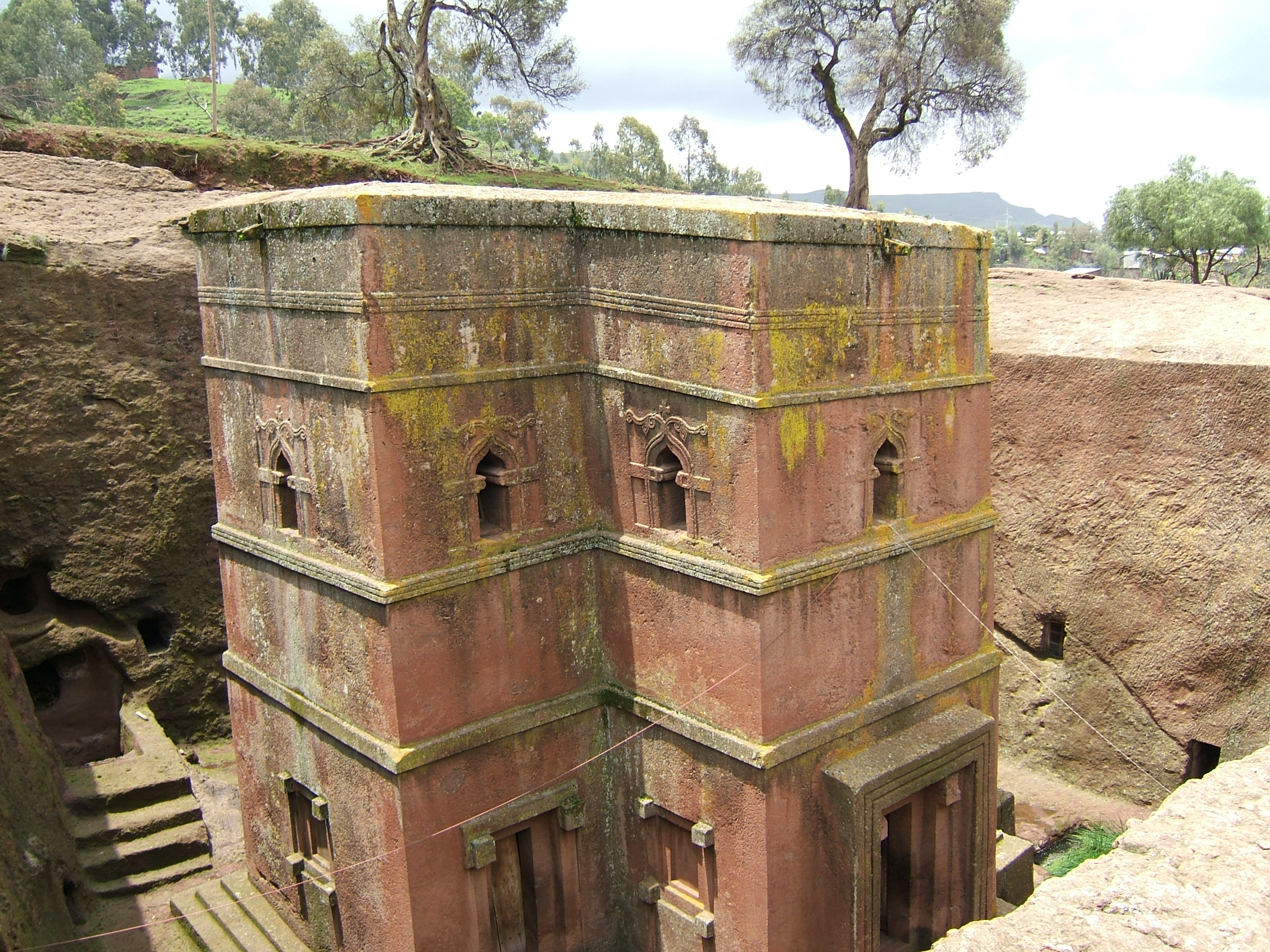
De vroeg-13e-eeuwse kerk van Sint- Joris (Bete Giyorgis) in Lalibela, Ethiopië. Geruchten over de macht van de christelijke koningen van Ethiopië bereikten Europa in de 15e eeuw, waarna Ethiopië geassocieerd werd met het koninkrijk van Pape Jan.

## Identificatie met Ethiopië
In de 14e eeuw kwam de legende terug, maar dit keer bevond Pape Jan zich in Afrika. Daar bestond al sinds de vroege middeleeuwen in Ethiopië een christelijke gemeenschap in de rijken van Aksum en Lalibela. De 4e-eeuwse koning Ezana van Aksum had het monofysitistische christendom al tot staatsgodsdienst gemaakt. Door de Arabische verovering van het gebied ten zuiden van de Middellandse Zee raakte Ethiopië geïsoleerd van de westerse wereld. In het begin van de 13e eeuw bloeide in Ethiopië het christelijke rijk van Lalibela op. Gebieden in het tegenwoordige Somalië en Soedan werden op de moslims heroverd.
Marco Polo had Ethiopië beschreven als een machtig christelijk rijk en onder oosterse christenen bestond er een legende dat de Ethiopiërs op een dag de Arabieren zouden verdrijven, maar Pape Jan werd niet vermeld. In 1306 arriveerden dertien ambassadeurs van keizer Wedem Arad in Europa, en Pape Jan werd genoemd als een patriarch van de Ethiopische kerk in een verslag van het bezoek.
De eerste duidelijke beschrijving van een Afrikaanse Pape Jan was van de dominicaanse missionaris Jordanus, rond 1329. Over Ethiopië, dat hij "het derde Indië" noemde, schreef Jordanus dat de koning door de Europeanen Pape Jan werd genoemd.
In de vijftiende eeuw vonden de Portugese ontdekkingsreizen plaats om een nieuwe handelsroute naar India te vinden. De Portugezen vingen onder de Arabieren het gerucht op over een groot christelijk rijk in Oost-Afrika, dat onmiddellijk met Pape Jan geïdentificeerd werd. Dat hij de koning van Indië was, vormde geen probleem, want zoals gezegd was "Indië" een vaag begrip voor de middeleeuwse Europeanen. Men dacht dat er drie Indiën waren, waarvan Afrika ten zuiden van de Sahara er soms één was.
In 1487 reisde Pêro da Covilhã (1450-1530) in opdracht van de Portugese koning Johan II naar Oost-Afrika op zoek naar Pape Jan. De wetten van de Ethiopiërs schreven echter voor dat vreemdelingen die het land bereikten, het niet meer mochten verlaten. Da Covilhã kon niet terugkeren om verslag te doen, en op dezelfde manier verging het de ontdekkingsreiziger Afonso de Paiva, die via Egypte Ethiopië bereikte. Pas in 1520 lukte het een Portugese expeditie onder leiding van Rodrigo da Lima diplomatiek contact te leggen met keizer Lebna Dengel en met informatie terug te keren. De kapelaan Francisco Álvares (1465-1541), die deel uitmaakte van de expeditie, schreef een uitvoerig reisverslag over het "land van Pape Jan van Indië", aan de hand van wat hem in Ethiopië door Da Covilhã verteld was. Da Covilhã zelf was het niet toegestaan met zijn landgenoten mee terug te reizen.

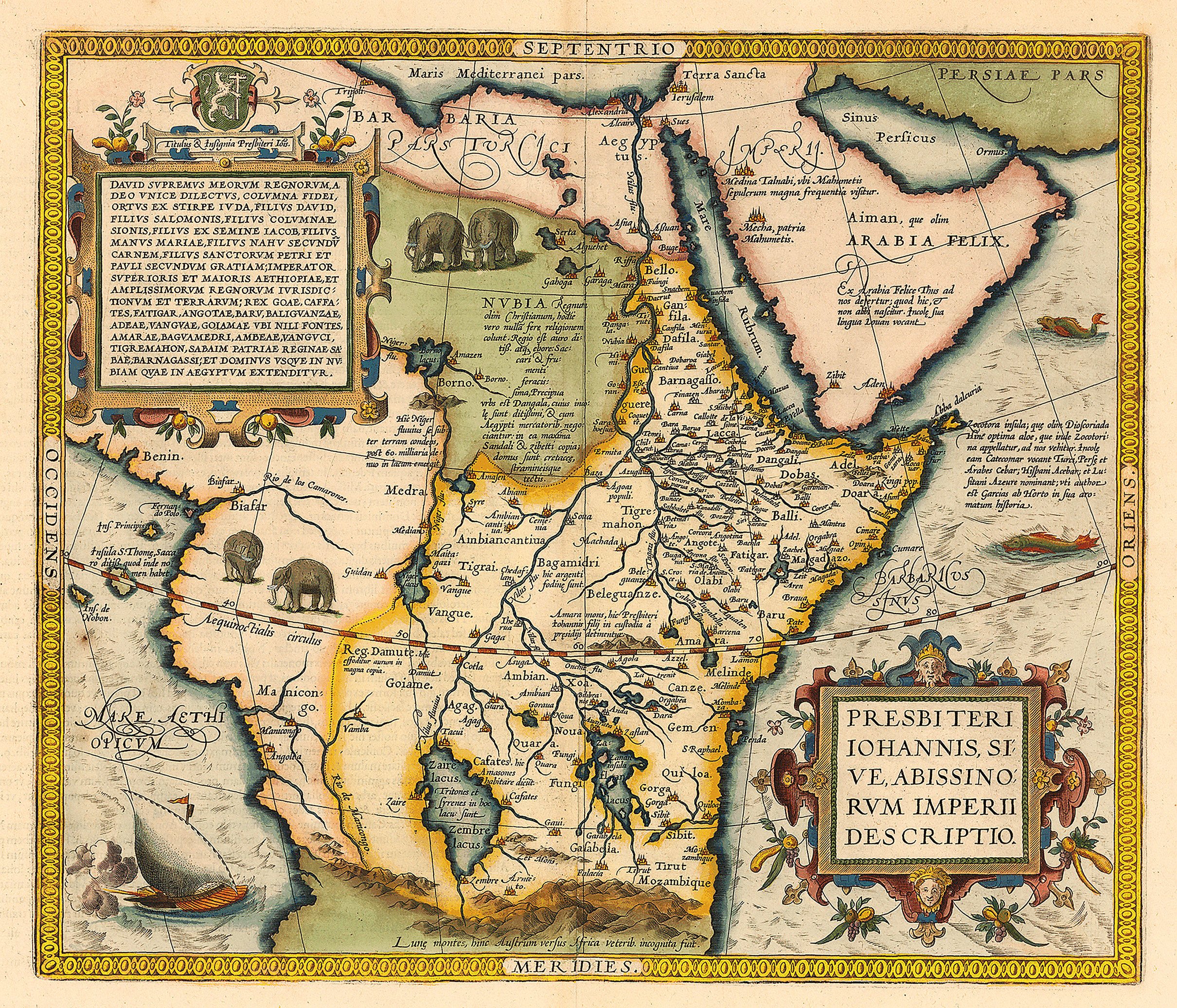
Het rijk van Pape Jan vereenzelvigd met Ethiopië op een 16e-eeuwse kaart

De Ethiopische keizer stond onder de Europeanen al snel bekend onder de naam Pape Jan. Toen ambassadeurs van keizer Zara Yaqob in 1441 aanwezig waren bij het concilie van Ferrara-Florence, merkten ze tot hun grote verbazing dat de Europeanen erop stonden hun keizer Pape Jan te noemen. Het was duidelijk dat de Ethiopiërs zelf niets van Pape Jan wisten tot het moment waarop ze de Europeanen over hem hoorden praten. De Tsjechische franciscaan Remedius Prutky vroeg keizer Iyasus II in 1751 naar Pape Jan. Volgens Prutky reageerde de keizer stomverbaasd en zei dat de Ethiopische keizers zich nog nooit zo hadden laten noemen.

## Pape Jan op oude kaarten
Tot in de 16e eeuw kwam het rijk van Pape Jan nog in atlassen en op kaarten voor. Voorbeelden zijn:
- Op de wereldkaart van Andreas Walsperger uit 1448 is Bibrich, de hoofdstad van het rijk van Pape Jan, als een grote stad ten noorden van Ceylon getekend.
- Op een in 1475 in Lübeck gemaakte wereldkaart met Jeruzalem als middelpunt ligt het rijk van Pape Jan ten westen van Bagdad en ten zuiden van Indië.
- Op de wereldkaart van Juan de la Cosa uit 1500 ligt het rijk van Pape Jan ten noorden van Ethiopië, ten westen van de Nijl.
- Op de kaart van J.Ogilby uit 1670 wordt het rijk van Pape Jan in de Hoorn van Afrika gesitueerd. Volgens de beschrijving omvat het rijk Ethiopië, het voormalige Abbessinië.

In de tijd van de ontdekkingsreizen werden vanuit Europees perspectief steeds meer witte vlekken op de wereldkaart ingekleurd.

## Het einde van de legende
Toen 17e-eeuwse geleerden, zoals de Duitse oriëntalist Hiob Ludolf, aantoonden dat er in Ethiopië zelf geen connectie bestond tussen Pape Jan en de Ethiopische keizers, verdween de mythische koning voorgoed van de kaarten. Desondanks had de legende eeuwenlang de wereldgeschiedenis beïnvloed door Europese ontdekkingsreizigers, missionarissen, wetenschappers en avonturiers te stimuleren.

## Trivia
- In de roman Baudolino van Umberto Eco (2001) wordt het tot stand komen van de legende van Pape Jan beschreven. In zijn boek Storia delle terre e dei luoghi leggendari (De geschiedenis van imaginaire landen en plaatsen) (2013) beschrijft Eco het land van de Presbyter Johannes.
- In de trilogie Memory, Sorrow, and Thorn van fantasyauteur Tad Williams komt Pape Jan voor als heerser over een fictief rijk.